# Polany (rejon oszmiański)
Polany (biał. Паляны; ros. Поляны) − wieś na Białorusi, w obwodzie grodzieńskim, w rejonie oszmiańskim, w sielsowiecie Żuprany.
Dawniej używana nazwa – Polany Oszmiańskie.

## Historia
W czasach zaborów wieś i folwark w gminie Polany, w powiecie oszmiańskim, w guberni wileńskiej Imperium Rosyjskiego. W 1866 roku wieś liczyła 58 mieszkańców w 10 domach, folwark liczył 25 mieszkańców. W folwarku była kaplica katolicka i gorzelnia. Należały do Jankowskich. W 1905 roku wieś liczyła 292 mieszkańców, 257 dziesięcin; folwark liczył 42 mieszkańców, 801 dziesięcin.
7 maja 1794 miała miejsce bitwa pod Polanami w czasie insurekcji kościuszkowskiej.
W latach 1921–1945 wieś i majątek leżały w Polsce, w województwie wileńskim, w powiecie oszmiańskim, w gminie Polany.
W 1931:
- wieś w 49 domach zamieszkiwało 291 osób[3].
- majątek w 4 domach zamieszkiwało 35 osób[3].

Wierni należeli do parafii rzymskokatolickiej w Gudogajach i prawosławnej w Oszmianie. Miejscowość podlegała pod Sąd Grodzki w Oszmianie i Okręgowy w Wilnie; właściwy urząd pocztowy mieścił się w Oszmianie.
Po II wojnie światowej w granicach Związku Sowieckiego. W latach 1940–1988 centrum sielsowietu Polany.
Od 1991 w niepodległej Białorusi.